# Quarta potència (àlgebra)
En aritmètica i àlgebra, la quarta potència d'un número n és el resultat de multiplicar quatre instàncies de n una darrera l'altre. (concepte semblant a la segona potència, tercera potència, cinquena potència, sisena potència, setena potència, etc.). És a dir:
n 4 = n × n × n × n
També es formen les quartes potències multiplicant un número pel seu cub. A més a més, són quadrats de quadrats.
La seqüència de quartes potències dels enters (també coneguts com a biquadrats o nombres de Tesseract) és:
0, 1, 16, 81, 256, 625, 1296, 2401, 4096, 6561, 10000, 14641, 20736, 28561, 38416, 50625, 65536, 83521, 104976, 130321, 160000, 194481, 234256, 279841, 331776, 390625, 456976, 531441, 614656, 707281, 810000, ... (successió A000583 a l'OEIS)

## Propietats
Es poden mostrar fàcilment els dos últims dígits d'una quarta potència d'un enter a la base 10 (per exemple, calculant els quadrats dels dos últims dígits possibles dels nombres quadrats) per limitar-los a només dotze possibilitats:
- si un número acaba en 0, la seva quarta potència acaba en {\displaystyle 00} (de fet en {\displaystyle 0000})
- si un número acaba en 1, 3, 7 o 9, la seva quarta potència acaba en {\displaystyle 01}, {\displaystyle 21}, {\displaystyle 41}, {\displaystyle 61} or {\displaystyle 81}
- si un número acaba en 2, 4, 6 o 8, la seva quarta potència en {\displaystyle 16}, {\displaystyle 36}, {\displaystyle 56}, {\displaystyle 76} or {\displaystyle 96}
- si un número acaba en 5, la seva quarta potència en {\displaystyle 25} (de fet en {\displaystyle 0625})

Aquestes 12 possibilitats es poden expressar convenientment com 00, e 1, o 6 o 25 on o és un estrany dígits i e 1 fins i tot dígits.
Cada enter positiu es pot expressar com la suma de com a màxim 19 quarts de potències; cada enter prou gran es pot expressar com la suma de com a màxim 16 quarts de potències (vegeu: problema de Waring).
Fermat sabia que un quarta potència no pot ser la suma de dues altres potències de quart (el cas n = 4 del darrer teorema de Fermat ; (vegeu: teorema del triangle rectangle de Fermat). Euler va conjecturar que un quarta potència no es podria escriure com la suma de tres quartes potències, però 200 anys més tard, el 1986, Elkies va negar-ho amb:
{\displaystyle 20615673^{4}=18796760^{4}+15365639^{4}+2682440^{4}.}
Elkies va mostrar que hi ha infinits altres contraexemples per a l'exponent quatre, alguns dels quals són:
{\displaystyle 2813001^{4}=2767624^{4}+1390400^{4}+673865^{4}} (Allan MacLeod)
{\displaystyle 8707481^{4}=8332208^{4}+5507880^{4}+1705575^{4}} (D.J. Bernstein)
{\displaystyle 12197457^{4}=11289040^{4}+8282543^{4}+5870000^{4}} (D.J. Bernstein)
{\displaystyle 16003017^{4}=14173720^{4}+12552200^{4}+4479031^{4}} (D.J. Bernstein)
{\displaystyle 16430513^{4}=16281009^{4}+7028600^{4}+3642840^{4}} (D.J. Bernstein)
{\displaystyle 422481^{4}=414560^{4}+217519^{4}+95800^{4}} (Roger Frye, 1988)
{\displaystyle 638523249^{4}=630662624^{4}+275156240^{4}+219076465^{4}} (Allan MacLeod,1998)
Que l'equació x 4 + y 4 = z 4 no tingués solucions en enters no habituals (un cas especial del darrer teorema de Fermat) era conegut per Fermat ; (vegeu: teorema del triangle rectangle de Fermat) .

## Equacions que contenen una quarta potència
Les equacions de quart grau, que contenen un polinomi de quart grau (però no més alt) són, pel teorema d'Abel-Ruffini, les equacions de grau més alt que tenen una solució general usant radicals.